# Tain (Regno Unito)
Tain (in gaelico scozzese: Baile Dhubhthaich) è una cittadina di circa 3.500 abitanti della costa nord-orientale della Scozia, facente parte dell'area amministrativa dell'Highland e dell'area di luogotenenza di Ross and Cromarty ed affacciata sul Dornoch Firth (Mare del Nord). È il più antico burgh della Scozia.

## Etimologia
Il toponimo Tain deriva forse dal termine þing, con cui le antiche popolazioni scandinave indicavano il loro parlamento.
Il nome in gaelico Baile Dhubhthaich significa invece "città di San Duthac" (v. la sezione "Storia").

## Geografia fisica

### Collocazione
Tain si trova lungo la sponda meridionale del Dornoch Firth, a pochi chilometri a nord delle località che si affacciano sul Cromarty Firth (quali Alness, Invergordon e Cromarty) e a circa 25 km a sud-ovest del villaggio di Bonar Bridge.

## Società

### Evoluzione demografica
Al censimento del 2011, Tain contava una popolazione pari a 3.655 abitanti. Nel 2001, ne contava invece 3.511, mentre nel 1991 ne contava 3.715.

## Storia
La possibile etimologia del toponimo Tain, che - come detto - sarebbe ricollegato al termine nordico þing, indica che la località sarebbe stata un antico insediamento vichingo.
La storia della cittadina è in seguito legata ad un santo, San Duthac, che nacque a Tain intorno all'anno 1000 e per il quale venne costruita una cappella in loco, in seguito diventata luogo di pellegrinaggi.
Nel 1656, la cittadina fu occupata dalle truppe di Oliver Cromwell.

## Edifici e luoghi d'interesse

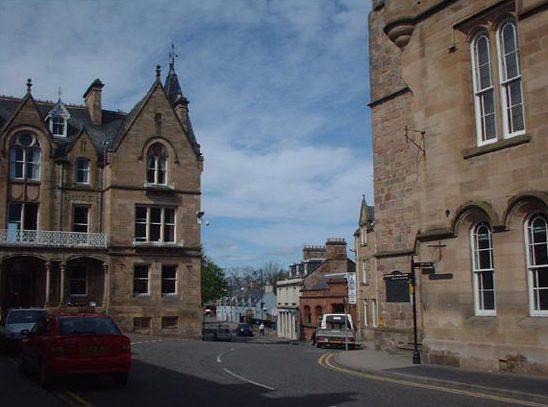
Tain: il centro cittadino

Tra i luoghi d'interesse di Tain, vi è, oltre alla già citata cappella dedicata a San Duthac, anche la torre che domina il centro cittadino (eretta nel 1630 e parzialmente distrutta dalle truppe di Cromwell nel 1656).